# Kottenheim
Kottenheim est une municipalité allemande située dans le land de Rhénanie-Palatinat et l'arrondissement de Mayen-Coblence.

## Source
- (de) Cet article est partiellement ou en totalité issu de l’article de Wikipédia en allemand intitulé « Kottenheim » (voir la liste des auteurs).